# Романов Андрій Андрійович
Андрій Андрійович Рома́нов (10 вересня 1996, Батурин — 26 квітня 2024, біля Кліщіївки) — молодший сержант Національної гвардії України, учасник російсько-української війни.

## Життєпис
Народився в селищі Батурин Бахмацького району Чернігівської області.
У 2003—2014 роках навчався у Батуринській загальноосвітній школі І—ІІІ ступенів. Дитиною упродовж 8 років служив паламарем у батуринській церкві Воскресіння Господнього.
З 2017 мешкав з родиною в селі Обірки.
24 лютого 2022 року Андрій склав військову присягу.
Перший етап служби проходив в Чернігівській 119-й окремій бригаді територіальної оборони. Згодом був переведений до Національної гвардії України, до бригади спеціального призначення «Азов», пізніше — до 5-ї Слобожанської бригади НГУ, де служив мінометником.
Загинув у танковому бою 26 квітня 2024 року під Кліщіївкою на Донеччині.
У Андрія залишилися троє дітей, дружина, мати.
Прощання із Андрієм Романовим відбулося 1 травня 2024 року в Батурині.

## Нагороди
- Орден Богдана Хмельницького III ступеня (посмертно)[2]